# Wilhelm Zilliacus (ämbetsman)
Henrik Wilhelm Johan Zilliacus, född den 24 juni 1823 i Pyhäjärvi, död den 2 augusti 1887 i Ruokolax, var en finländsk ämbetsman. Han var far till författaren Konni Zilliacus och läkaren Wilhelm Zilliacus. 
Zilliacus blev filosofie magister 1847 och juris doktor 1860. Han blev 1866 politieborgmästare i Helsingfors, som han representerade vid 1872 års lantdag, då han var borgarståndets talman. Han utnämndes 1873 till prokuratorsadjoint och 1875 till senator samt biträdande chef för civilexpeditionen. Han var dessutom ledamot av en mängd regeringskommittéer, hade viktiga finansiella uppdrag och utgav Om ägande- och nyttjorätten till fiskvatten i Finland (1860).